# Kinderwagen

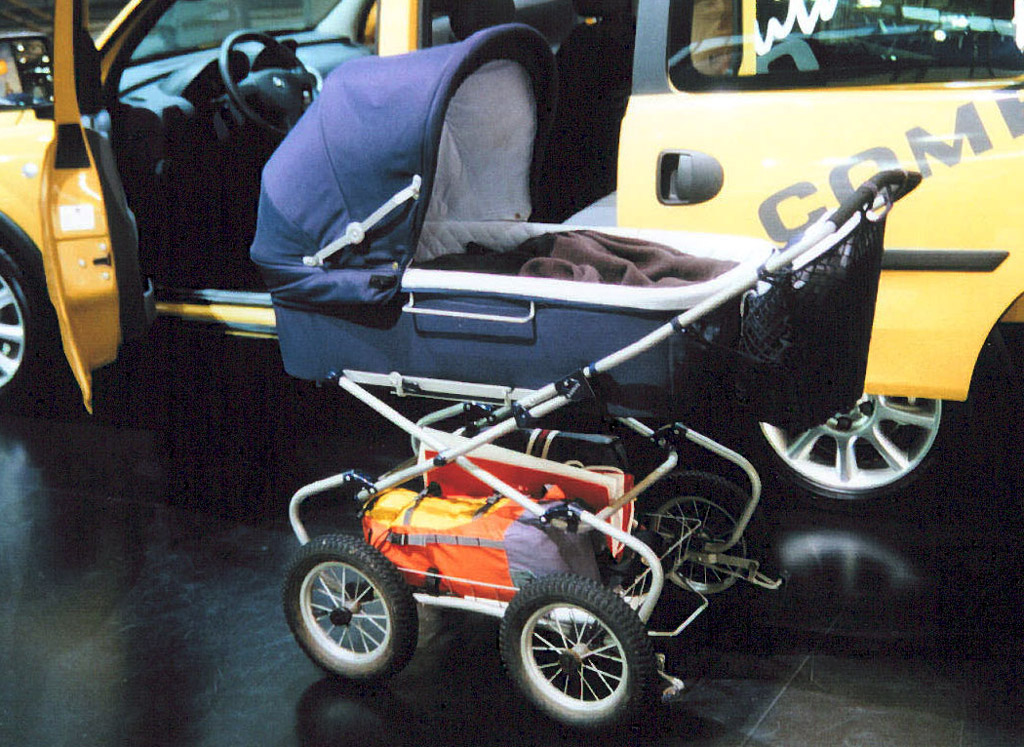
Moderner Kinderwagen

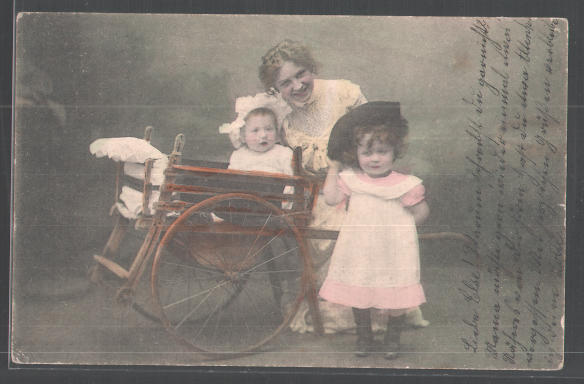
Deutsche Ansichtskarte von 1904: Familie mit Kinderwagen

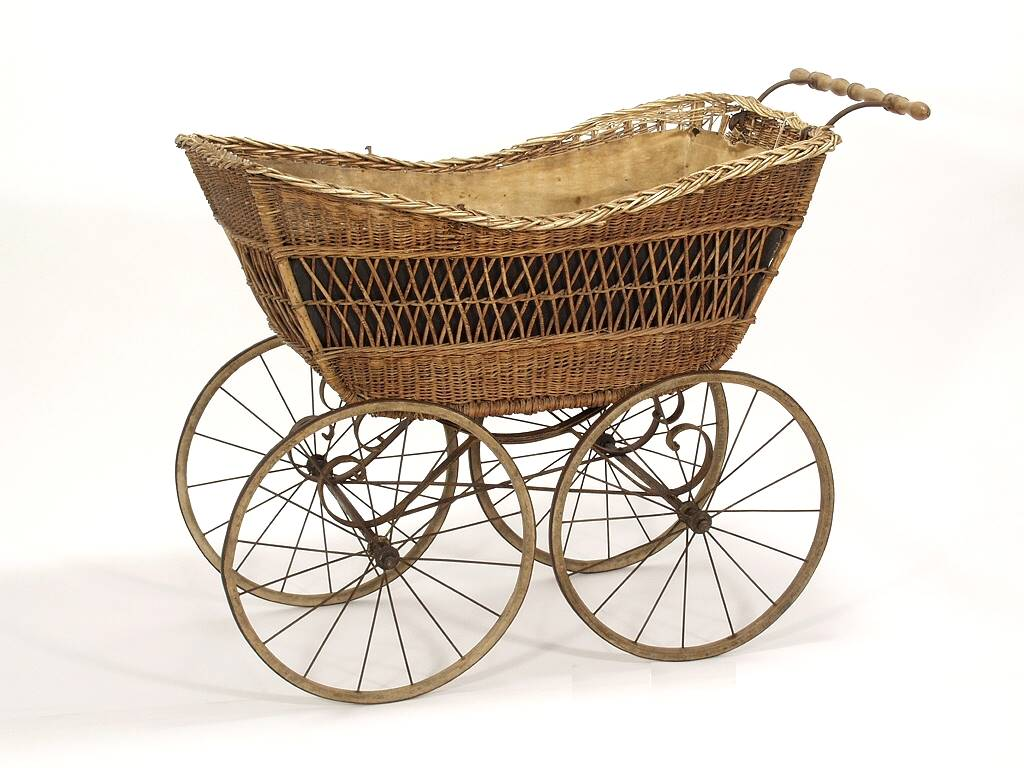
Kinderwagen von 1910, ausgestellt im Freilichtmuseum Massing

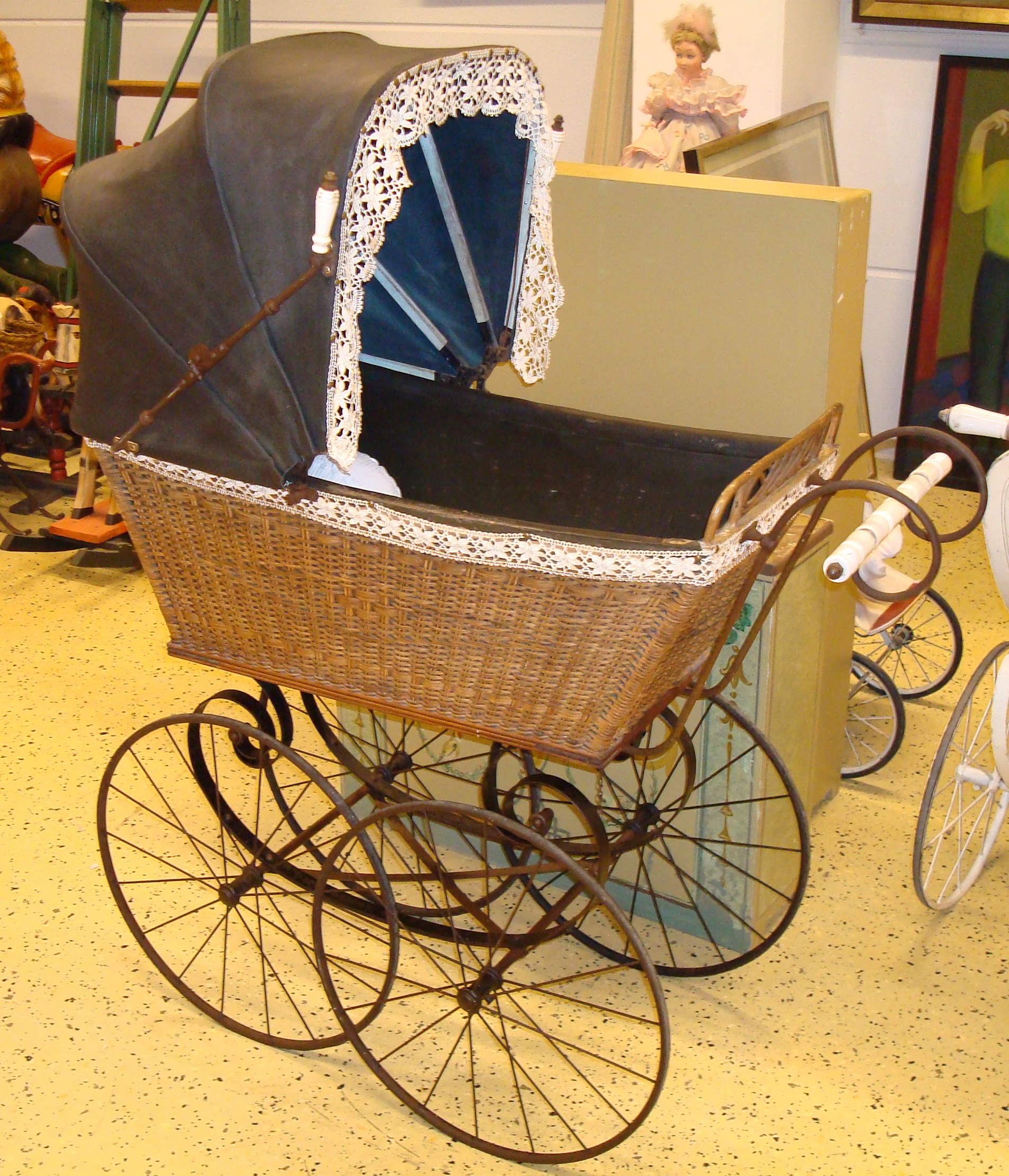
Historischer Brennabor-Kinderwagen mit einer Federung, wie sie auch bei Kutschen verwandt wurde

Kinderwagen von 1938 aus Hamburg-Rothenburgsort, ausgestellt im Museum der Arbeit

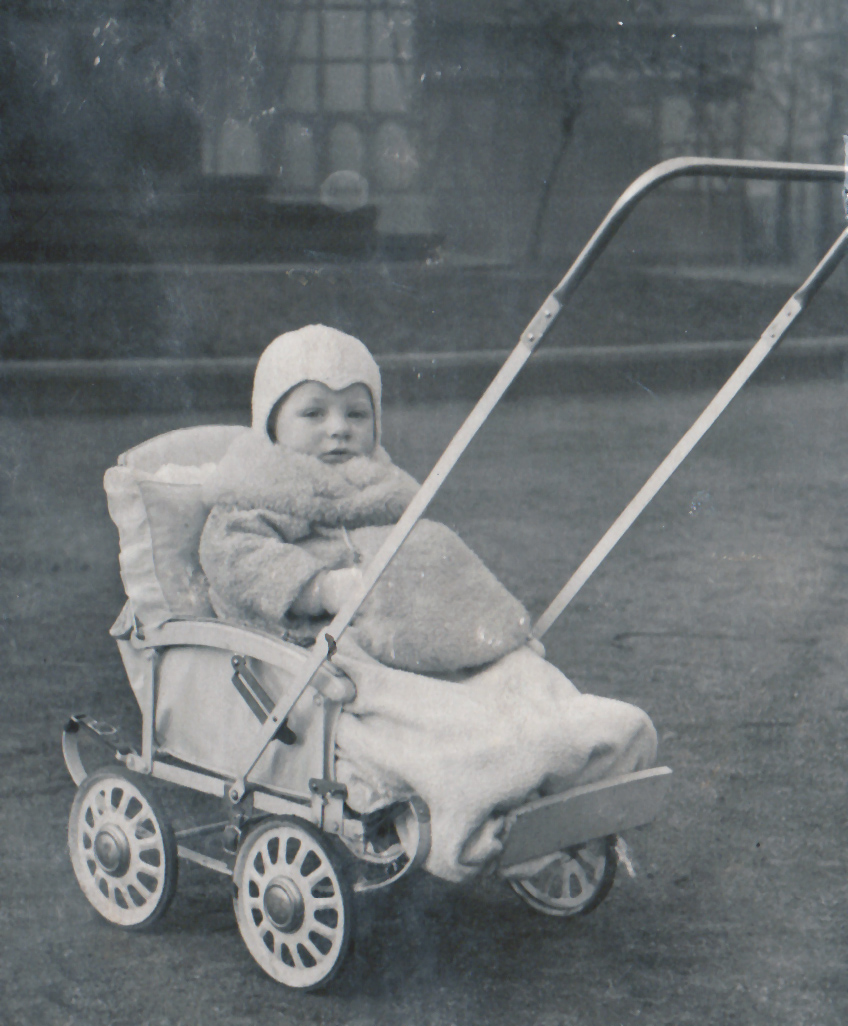
Deutscher Kinderwagen Typ „Sportwagen“ im Jahr 1939

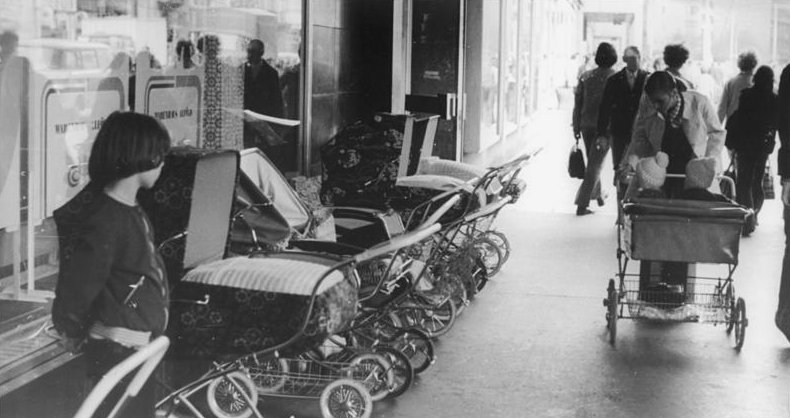
Leipziger Warenhaus 1974: In der DDR war es üblich, Kleinkinder während des Einkaufs im Kinderwagen vor dem Laden zurückzulassen

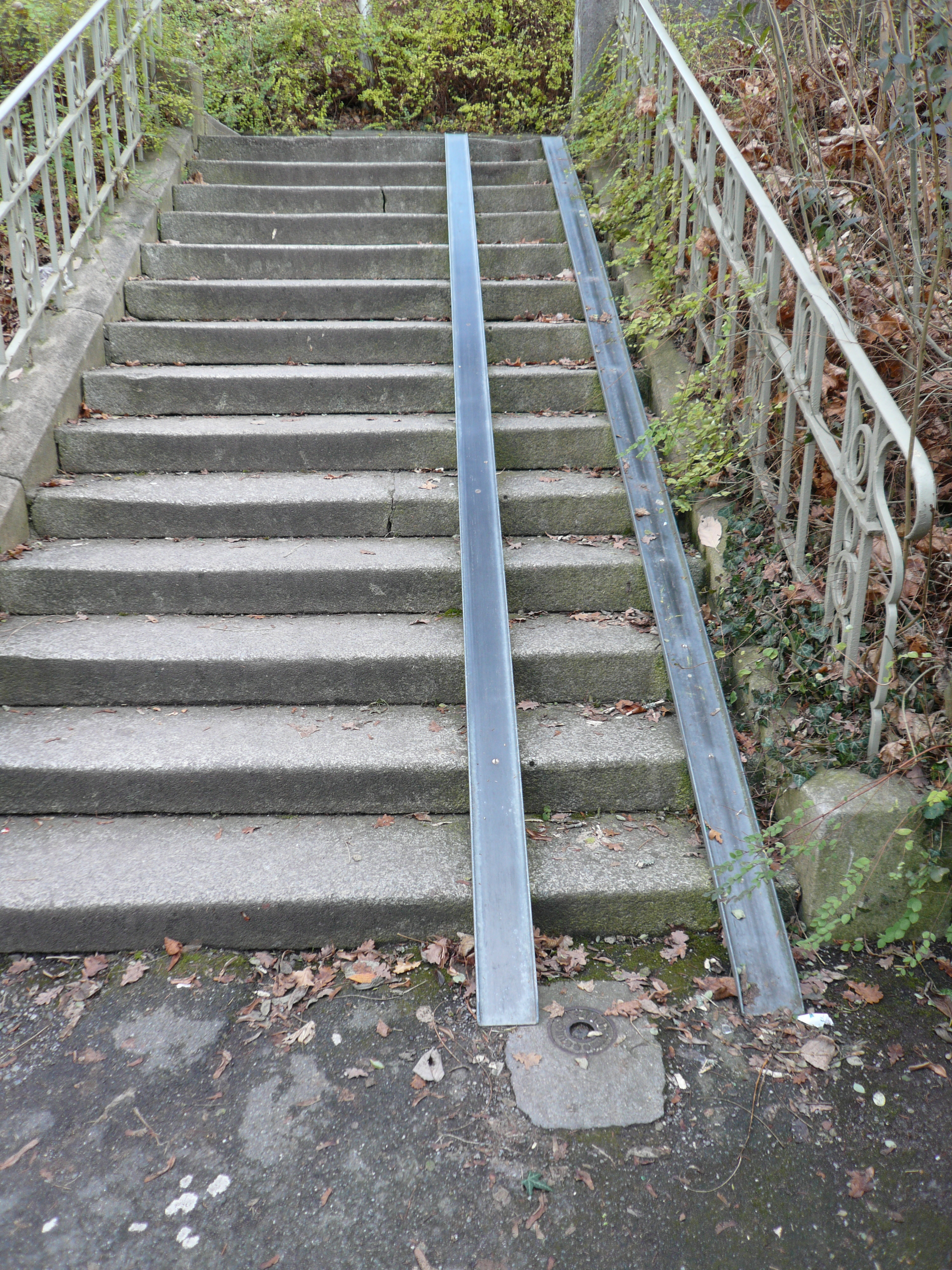
Treppenschienen für Kinderwagen

Der Kinderwagen ist ein Transportmittel, mit dem Säuglinge und Kleinkinder im Liegen oder im Sitzen befördert werden.

## Geschichte
Im Europa des Mittelalters wurden die hier zwischen 1170 und 1250 eingeführten Schubkarren für den Transport von Kindern verwendet.
Quellen zufolge hat etwa Mitte des 16. Jahrhunderts ein Tischler erstmals ein Transportwägelchen gebaut, das für sein einjähriges Kind gedacht war. Davor wurden die Kinder in Tüchern, Körben und Holzsäcken herumgetragen, die teilweise auch an Lasttieren festgeschnallt wurden, oder sie wurden in den genannten Schubkarren transportiert. Vor 1800 wurden die kleinen Wagen nur sehr vereinzelt dazu verwendet, Kinder zu befördern. Die Kinder mussten dabei sitzen und wurden von Hunden oder Ziegen gezogen. Je besser die Straßen wurden, desto mehr wurden leiterwagenähnliche Wägelchen benutzt, die auf Bestellung von einigen wenigen Tischlern gefertigt wurden.
Der Kinderwagen für die Straße hat sich aus dem Stubenwagen entwickelt, einem mit Rädern versehenen Kinderkörbchen, das innerhalb der Wohnung benutzt wurde. Erfunden wurde er in Großbritannien, wo es zu Beginn des 19. Jahrhunderts üblich wurde, mit Kleinkindern täglich Spaziergänge zu machen. 1840 wurde in England die erste Fabrik für Kinderwagen gegründet. Die ersten Modelle waren sehr hoch und hatten drei Räder; sie waren so konstruiert, dass die Babys darin nur sitzen konnten. Für die ersten Lebensmonate waren diese Wagen daher nicht geeignet. Einige Jahre später wurde das neue Gefährt, im Englischen und gelegentlich auch im Deutschen als Perambulator bezeichnet, am englischen Königshof eingeführt. 1855 notierte ein Beobachter: „Die Straßen von London sind voller Kinderwagen, die mir bisher unbekannt waren und in denen die Babys von ihren Kindermädchen geschoben statt gezogen werden.“ 1880 wurden die ersten Modelle konstruiert, in denen der Säugling liegen konnte. Der Aufsatz bestand aus einem Korb aus Weidengeflecht, das Gestell hatte nun vier Räder.
Mitte des 19. Jahrhunderts gründete der Stellmacher Ernst Albert Naether in Zeitz eine Firma zur Herstellung von Kinderwagen, die zu DDR-Zeiten in den volkseigenen Betrieb Zekiwa umgewandelt wurde. Der größte deutsche Hersteller von Kinderwagen in der Zeit vor 1945 war die Brandenburger Firma Brennabor, die 1871 aus einem Korbmachergeschäft hervorging. Nach Demontage und Enteignung bestand der Betrieb noch einige Jahre als VEB Brandenburger Kinderwagen und wurde dann in das Zeitzer Kinderwagenkombinat eingegliedert. Um die Konsumgüterproduktion in der DDR zu erhöhen, mussten beispielsweise auch Betriebsstellen der Deutschen Reichsbahn, wie das Forschungs- und Entwicklungswerk Blankenburg (FEW), Kinderwagen herstellen. FEW produzierte ab 1959 sechsitzige Krippenwagen in Kleinserien.
Die Entwicklung der Kinderwagen wurde im 20. Jahrhundert stark vom Automobilbau beeinflusst. So wiesen die Kinderwagen der 1950er Jahre oftmals Zierleisten und geschwungene Kotflügel auf. Seit den 1920er Jahren war das Gestell aus Stahl, die Räder waren deutlich kleiner als früher.
Zunehmend stellen Eltern ihren individuellen Kinderwagen nach dem Baukastenprinzip zusammen und wählen von der Art der Räder bis zur Farbe des Bezugs viele Elemente selber aus. Es werden auch Systeme angeboten, bei denen die eigentlich dem Autotransport dienende Babyschale auf ein Rollengestell aufgeklipst und als Kinderwagen für Babys genutzt werden kann.
Moderne Kinderwagen können mit zahlreichen Extras ausgestattet werden. Sonnenverdecke, Spielbügel, Regenschutz, Winter-Fußsäcke, Regenschirme, Regenverdecke, Getränkehalter, Organizer sowie Transportaschen für zusammenklappbare Modelle. Als Anbauteil wird mit dem sogenannten Buggy-Board ein Rollbrett angeboten, auf dem ältere Geschwister stehend mitfahren können.

## Kinderwagen im Verkehrsraum
Dem deutschen Mietrecht nach dürfen Kinderwagen in nicht zu engen Treppenhäusern abgestellt werden, wenn andere Bewohner nicht oder nur unwesentlich behindert werden. Dies untersagende Formulierungen in Hausordnungen sind in der Regel ungültig. Es darf durch das Abstellen aber nicht der Brandschutzfluchtweg verstellt werden.
Heute erleichtern an Treppen im öffentlichen Raum angebrachte Schienen oder Winkelsteine das Überwinden ohne Tragehilfe. Neben diesen sogenannten Kinderwagentreppen erleichtert auch die zunehmende Barrierefreiheit von Gebäuden das Fortkommen mit Kinderwagen. Auf Rolltreppen in der EU sind Kinderwagen nach schweren Unfällen verboten.
Bei Niederflurbussen gelingt das Einsteigen vorwärts rein und das Aussteigen rückwärts am einfachsten. Welche der Bus-Türen für Kinderwagen geeignet ist und eine Abstellfläche bietet erkennt man bei vielen Bussen an einem außen neben den Türen angebrachten Hinweisschild.
Bei Flugreisen dürfen kleine zusammenklappbare Kinderwagen bei manchen Fluggesellschaften als Handgepäck mit in die Kabine. Andernfalls ist die Aufgabe als Gepäckstück möglich. Vereinzelt gibt es auch Sondervereinbarungen über das Aushändigen des Kinderwagens beim Umsteigen.

## Kinderwagentypen
Folgende typische Varianten von Kinderwagen lassen sich unterscheiden.

### Klassischer Kinderwagen
Der klassische Kinderwagen besteht aus einem Korb oder einer abnehmbaren Tragetasche sowie einem Fahrgestell. Er ist für den liegenden Transport von Säuglingen gedacht. Heute sind sie auch unter dem Begriff Erstlingswagen bekannt. Kleinkindern sollte im Kinderwagen 35 × 78 cm Fläche zur Verfügung stehen.

### Sportwagen
Sport-Kinderwagen sind vorne offen und mit einer Fußstütze versehen. Hinten haben sie oft ein klappbares Verdeck und die Sitzlehne kann meistens verstellt werden.
Der Sportwagen ist für den sitzenden Transport von Säuglingen und Kleinkindern im Alter von ein bis zwei Jahren gedacht.

### Jogger
Um 2000 wurden dreirädrige Sportwagen populär, die mit größeren Rädern ausgestattet das Joggen und Inline-Skaten des Erwachsenen beim Schieben des leichten Jogger ermöglichen. Zum Überwinden von Stufen wird mit Druck auf den breiten Schiebebügel hinten das eventuell passiv mitlenkende, kleinere Vorderrad angehoben. Am Bügel gezogen bzw. zurückgehalten lassen sich auch Treppen oder steilere Wege auf- und abwärts auf nur 2 Rädern bewältigen. Bremsen oder Feststellmechanismen werden per Bowdenzug mit Fahrradbremshebeln (feststellbar) oder auch per Fußtrittbügel angesteuert. Damit ein Wagen, wenn der Erwachsene stolpert nicht entlaufen kann, führt er eine Hand durch eine textile Handschlaufe.
Mitunter kann das kleinere, vordere Rad abgebaut oder hochgeschwenkt werden, um hier eine 4-förmige Deichsel, meist aus Aluvierkantrohr anzustecken, die mittels einer Kupplung vom linken Hinterbau eines Fahrrades gezogen werden kann. Man nützt den Wagen dann als Radanhänger.
Typisch können die Hinterräder nach Druck auf einen mit Gummikappe gekapselten axialen Knopf entriegelt und samt etwa 7 cm langen Steckachsen abgezogen werden. Räder und Deichsel finden im leeren Innenraum Platz, Die Bügel und Streben, die die textile Sitzkabine aufspannen, können nach Lösen von Steckverbindungen nach vorne oder überlappende seitwärts nach innen geklappt werden. So findet der flach gefaltete Wagen leicht Platz in einem Transportkarton, in der Wohnung, Bus, Bahn oder Auto.

### Kombi-Kinderwagen
Da ein klassischer Kinderwagen nur kurze Zeit genutzt werden kann, wurde der Kombi-Kinderwagen entwickelt. Er lässt sich vom klassischen Kinderwagen zum Sportkinderwagen umbauen. Mittlerweile gibt es Kindertransportsysteme, die als Kinderwagen, Buggy und Fahrradanhänger einsetzbar sind.

### Buggy
Als kompakt zusammenfaltbarer Sportkinderwagen ist heute der Buggy weit verbreitet. Buggys sind handlich, leicht und durch lenkbare Vorderräder sehr wendig. Entwickelt wurde dieser Kinderwagentyp 1965 von dem 1978 verstorbenen englischen Flugzeugkonstrukteur Owen Maclaren. Dieses neue Modell wurde aus Aluminium hergestellt und konnte im Gegensatz zu den bisherigen Kinderwagen zusammengeklappt werden. Die Produktion bei Maclaren wurde 1967 aufgenommen. Der große Erfolg dieser Buggys führte dazu, dass andere Hersteller eigene Produkte auf den Markt brachten. Wegen ihrer kleinen Räder eignen sich Buggys nur für befestigte Wege und kürzere Wegstrecken.

### Spezielle Kinderwagen
Für den Transport von mehreren Kindern werden Kinderwagen unterschiedlicher Bauweisen angeboten. Üblich sind sogenannte Zwillings- oder Drillingswagen oder Mehrlings-Kutschen. Sind Sitze nebeneinander angeordnet, spricht man von einem Doppelsitz, bei hintereinander angeordneten Sitzen von einem Tandem-Sitz oder auch Tandem-Kinderwagen. Beliebt sind Modelle, bei denen die Kinder den Blick in Fahrtrichtung haben. Bei manchen Modellen lässt sich die Fahrtrichtung durch Umklappen des Griffbügels ändern und damit auch die Blickrichtung der Kinder wechseln. Es gibt montierbare Aufbaue für unterschiedlich alte Geschwisterkinder. Kinderkutschen für Mehrlinge können oft auch als Einzelwagen genutzt werden.
Besondere Kinderwagen werden auch für Kleinkinder angeboten, die aufgrund einer Hüftdysplasie eine Spreizhose tragen müssen. Diese Spreizkinderwagen müssen im Hüftbereich eine breitere Liegefläche aufweisen. Es handelt sich dabei um einen aufspreizbaren Aufsatz. Für Kinder mit Spreizhose, -gips oder Spreizschienen kann so die entsprechende Breite eingestellt werden.

### Krippenwagen

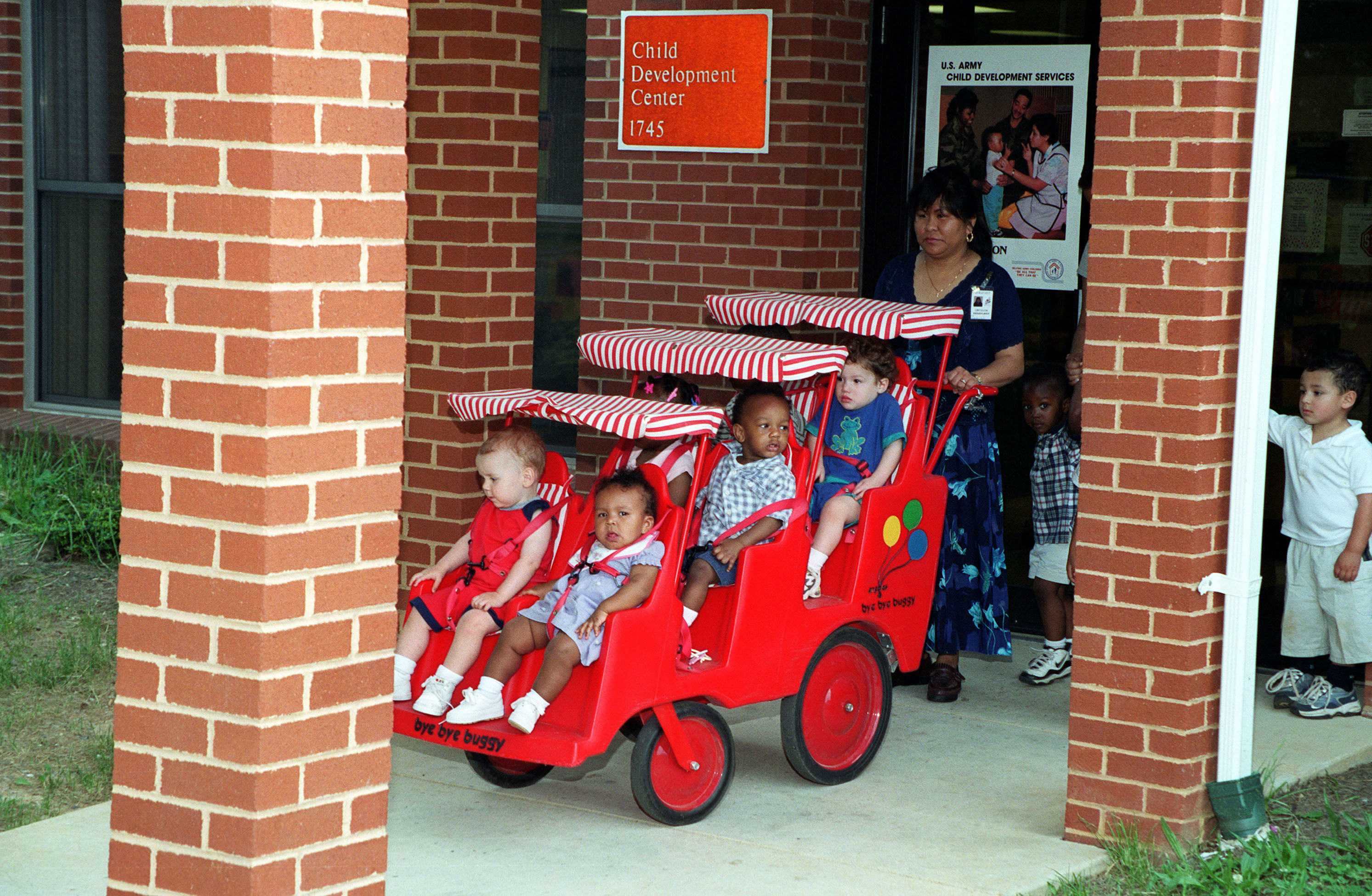
US-amerikanischer Krippenwagen

Der ursprüngliche Krippenwagen ist für den Transport von bis zu sechs Kleinkindern im Alter von ein bis drei Jahren gedacht. Er wurde in der DDR von den Kinderkrippen verwendet. Besonders geeignet ist er, um mit Kleinkindern größere Ausflüge zu machen.
Mittlerweile haben ihn auch Tagesmütter und Kindertagesstätten in Westdeutschland entdeckt. Heute gibt es ein breites Angebot verschiedener Krippenwagen, darunter auch solche, die für zehn Kinder Platz haben. Moderne Krippenwagen weichen häufig ab von der klassischen Form. Sie wurden den ergonomischen Bedürfnissen der Kinderbetreuer angepasst und mit Gurten und anderen sicherheitsrelevanten Details ausgestattet. Weitere Extras sind zum Beispiel Sonnenschutz und Elektromotor. In der Regel werden Krippenwagen gemäß der Sicherheitsnorm EN 1888 oder nach den amerikanischen ASTM-Richtlinien zertifiziert.

### Rehabuggy und Rehawagen
Für den Transport von Kindern mit Behinderung werden verschiedene Typen von Kinderwagen angeboten. Diese unterscheiden sich von herkömmlichen Kinderwagen durch eine höhere Tragfähigkeit und bessere Anpassungsmöglichkeiten. Rehabuggys sind aufgrund ihrer Falttechnik in der Regel leichter zu transportieren als Rehawagen. Dafür bieten Rehawagen meist einen besseren Fahrkomfort.

### Kinderwagen mit Tretfunktion

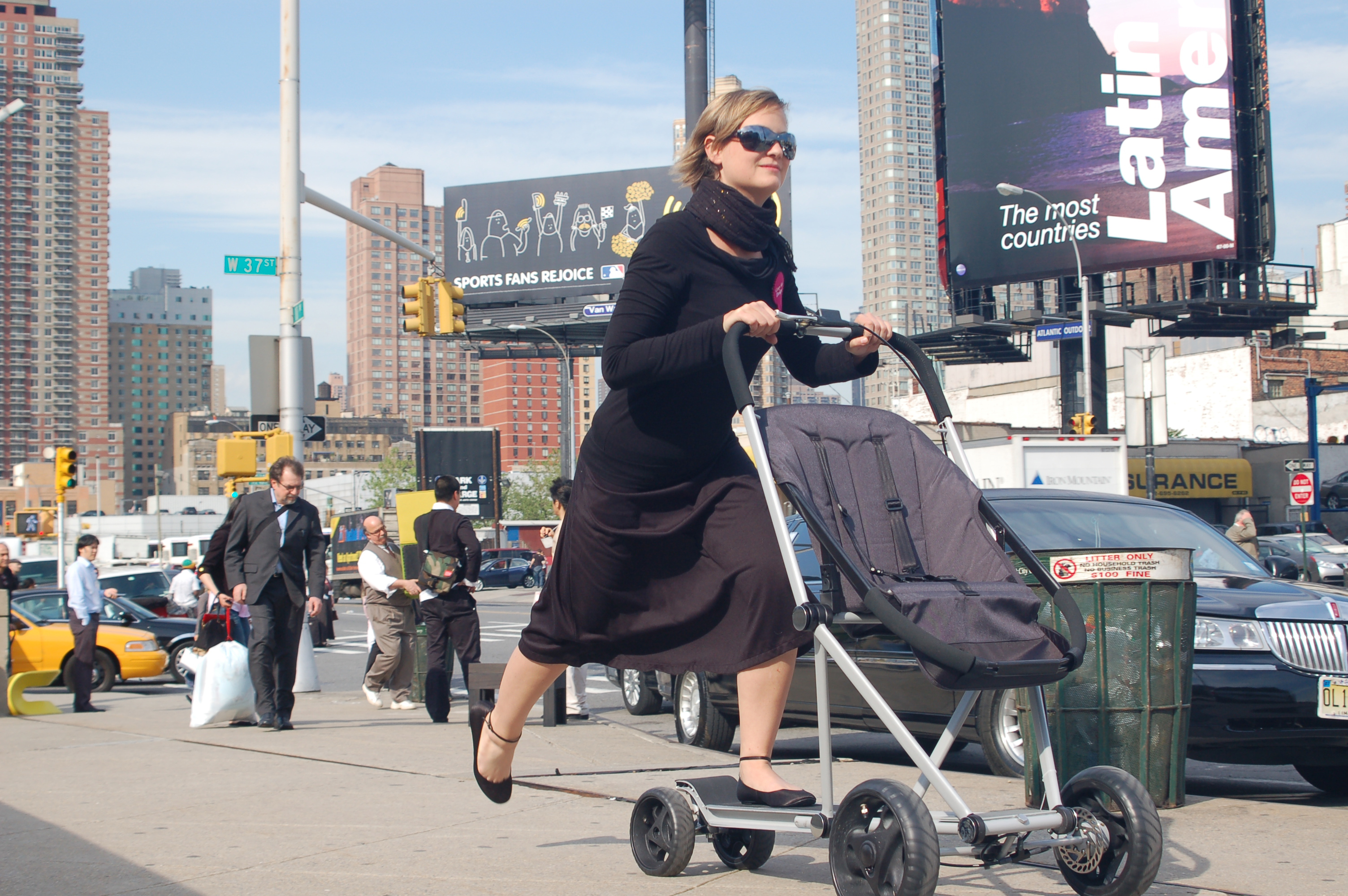
Roller Buggy, 2005

Die am Skateboarden orientierten Kinderwagen lassen sich durch die Integration eines Standbrettes zu einem Roller bzw. Longboard erweitern. Sie erlauben dem Fahrer, den Kinderwagen wie einen Tretroller zu nutzen und durch Gewichtsverlagerung zu steuern. Je nach Modell sind die Kinderwagen mit Tretfunktion mit einer Hand- oder Fußbremse ausgestattet. Es können Geschwindigkeiten von bis zu 15 km/h erreicht werden. Der erste Kinderwagen mit Tretfunktion, genannt Roller Buggy, wurde im Jahr 2005 vom Produktdesigner Valentin Vodev entwickelt.

## Gurtsysteme

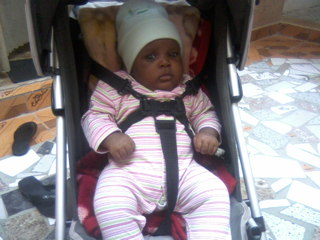
5-Punkt-Gurt in Kinderwagen, 2013

Kinderwagen können entweder über integrierte Gurtsysteme verfügen, die ein Herausklettern verhindern sollen, oder über Befestigungspunkte, an denen ein separater Kinderschutzgurt angebracht werden kann. Integrierte Systeme sind häufig als 5-Punkt-Gurt ausgeführt, hierbei verhindert der Schrittgurt ein Durchrutschen nach unten.
Werden Kinderwagen als Radanhänger gezogen, gilt für die Kinder darin in Österreich seit einigen Jahren Gurt- und Helmpflicht.

## Entlaufunfälle (Wegrollen des Kinderwagens)
Besonders auf großen Lufträdern leicht rollende Wagen können schon auf nur mäßig abschüssigen Wegen leicht entlaufen. Besonders gefährlich sind sehr einfache Trolleys ohne Feststellvorrichtung. Hohe Gefahr bergen Böschungen an Gewässern. Ein Unfall passierte in Österreich um 2018, als ein Kinderwagen dort entlief, wo der Balken auf halber Höhe des Schutzgeländers zu einer Gewässerböschung fehlte. Nachdem um 2018 tödliche Unfälle auf Bahnsteigen passierten, werden Bahnsteige in Österreich mit signalorangen Halteschlaufen zum Anbinden von Kinderwagen ausgerüstet. Gefährlich ist, dass Bahnsteige zur sicheren Entwässerung ein Quergefälle zum Gleis hin aufweisen und Züge mit hohem Tempo durchfahren können. Insbesondere Güterzüge bewirken einen mehrere Meter weit seitlich wirkenden Fahrtwind-Sog.

## Sonstiges
Im ehemaligen Kindergarten in Scharndorf an der Leitha  Niederösterreich gibt es ein Kinderwagenmuseum mit Wagen zurückreichend bis 1842.
In Deutschland befindet sich ein Kinderwagenmuseum mit Ausstellungsstücken ab 1846 in der alten Zekiwa-Fabrik in Zeitz.